# Parcijalni agonist
Parcijalni agonisti (kao što su buspiron, aripiprazol, buprenorfin, ili norklozapin) se vezuju i aktiviraju receptor, ali imaju samo parcijalnu efikasnost u odnosu na pune agoniste. Oni se mogu smatrati ligandima koji pokazuju dvojne, agonističke i antagonističke, efekte. Kad su pun agonist i parcijalni agonist istovremeno prisutni, parcijalni agonist zapravo deluje kao kompetitivni antagonist. On se nadmeće sa punim agonistom za zauzeće receptora i proizvodi umanjenje receptorske aktivacije u odnosu na okolnosti u kojima je samo pun agonist prisutan. Sa kliničkog stanovišta parcijalni agonisti mogu da aktiviraju receptore da daju željeni odgovor kad su nedovoljne količine endogenog liganda prisutne, ili da umanje prekomernu stimulaciju receptora kad su suvišne količine endogenog liganda prisutne.